# Kerodon
Kerodon ist eine Nagetiergattung in der Familie der Meerschweinchen (Caviidae). Sie besteht aus zwei Arten, dem Bergmeerschweinchen (Kerodon rupestris (Wied-Neuwied, 1820)) und dem Klettermeerschweinchen (Kerodon acrobata Moojen, Locks & Langguth, 1997). Die Arten leben in trockenen und felsigen Habitaten im Nordosten von Brasilien.

## Merkmale
Bei den Arten der Gattung Kerodon handelt es sich um Nagetiere moderater Größe. Sie erreichen Körpergrößen von etwa 30 bis 40 Zentimetern bei einem Gewicht von etwa einem Kilogramm, wobei das Bergmeerschweinchen deutlich kleiner und leichter bleibt als das Klettermeerschweinchen. Damit entsprechen sie in der Größe wie auch in ihrem generellen Aussehen anderen Meerschweinchenarten und sind deutlich kleiner als die näher verwandten Capybaras. Die Rückenfärbung der Tiere ist grau-agouti, die Bauchfärbung etwas heller. Bei beiden Arten ist der Schwanz deutlich zurückgebildet oder fehlend. Wie andere Meerschweinchenverwandte besitzen die Tiere an den Vorderfüßen vier Zehen und an den Hinterfüßen nur drei Zehen, Kerodon-Arten besitzen jedoch keine Krallen und die Zehen sind stattdessen mit einer dicken lederartigen Cuticula bedeckt. Die einzige Ausnahme bildet die innerste Zehe, die eine einzelne Putzkralle besitzt.
Der Schädel und speziell die Schnauzenregion ist sehr schmal und lang ausgebildet, deutlich schmaler als die anderer Meerschweinchen. Das Diastema zwischen den Nagezähnen und den Prämolaren ist ebenfalls proportional deutlich länger. Das Schneidezahnfenster ist deutlich verengt. Das Infraorbitalfenster (Foramen infraorbitale) besitzt keinen Nervenkanal. Das Brustbein ist schmal und gerundet statt breit und flach wie bei anderen Meerschweinchen.

## Verbreitungsgebiet und Lebensraum

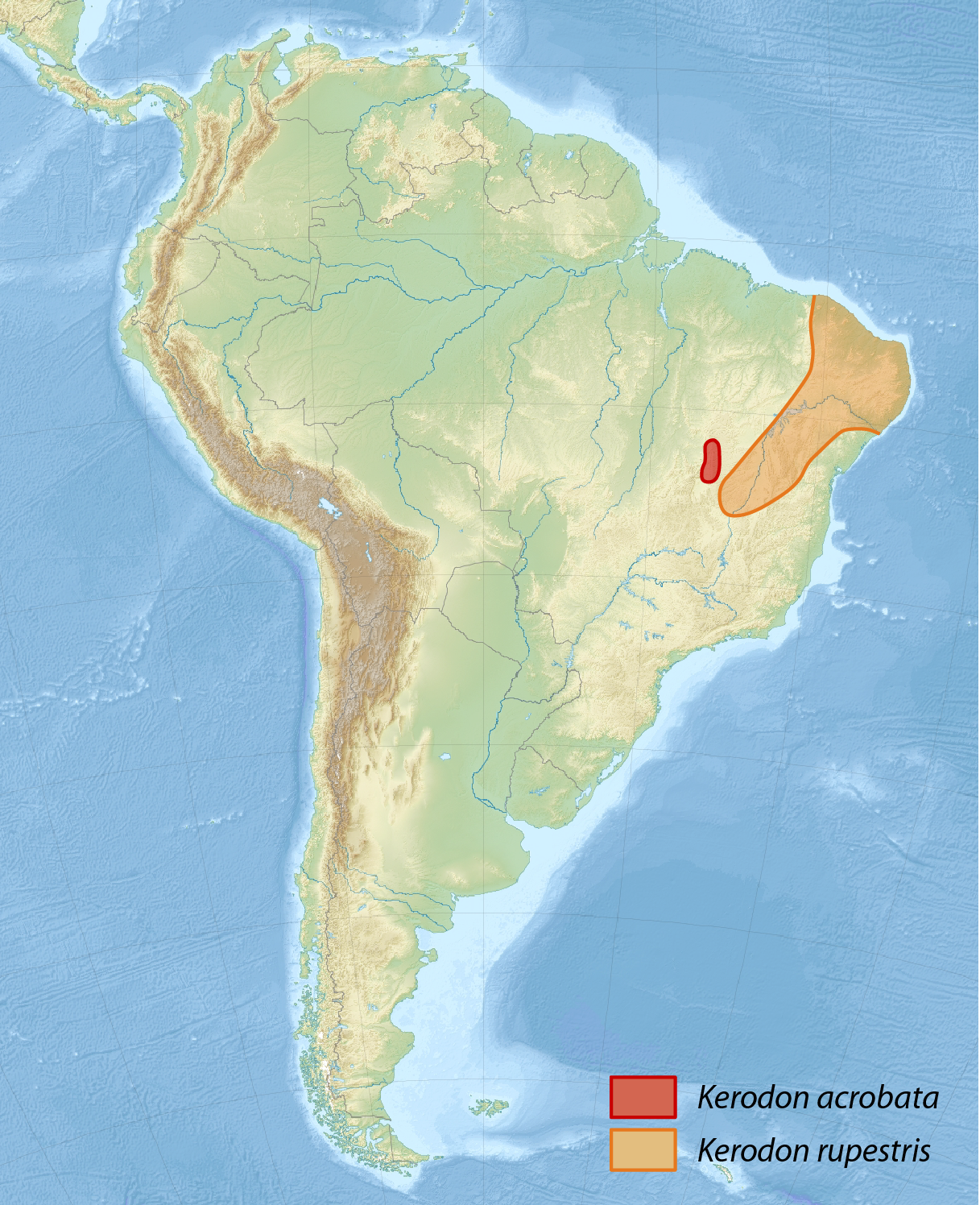
Verbreitungsgebiete der Kerodon-Arten

Die Arten der Gattung Kerodon kommen in zwei getrennten Verbreitungsgebieten im Nordosten Brasiliens vor. Dabei lebt das Bergmeerschweinchen im äußersten Nordosten des Staates vom Südwesten von Minas Gerais bis in den Nordosten von Ceará. Das deutlich kleinere Verbreitungsgebiet des Klettermeerschweinchens liegt etwas zentraler im Grenzgebiet von Goiás zum angrenzenden Tocantins.
Beide Arten sind Lebensraumspezialisten, die die felsigen Regionen der semiariden Caatinga-Region besiedeln.

## Systematik

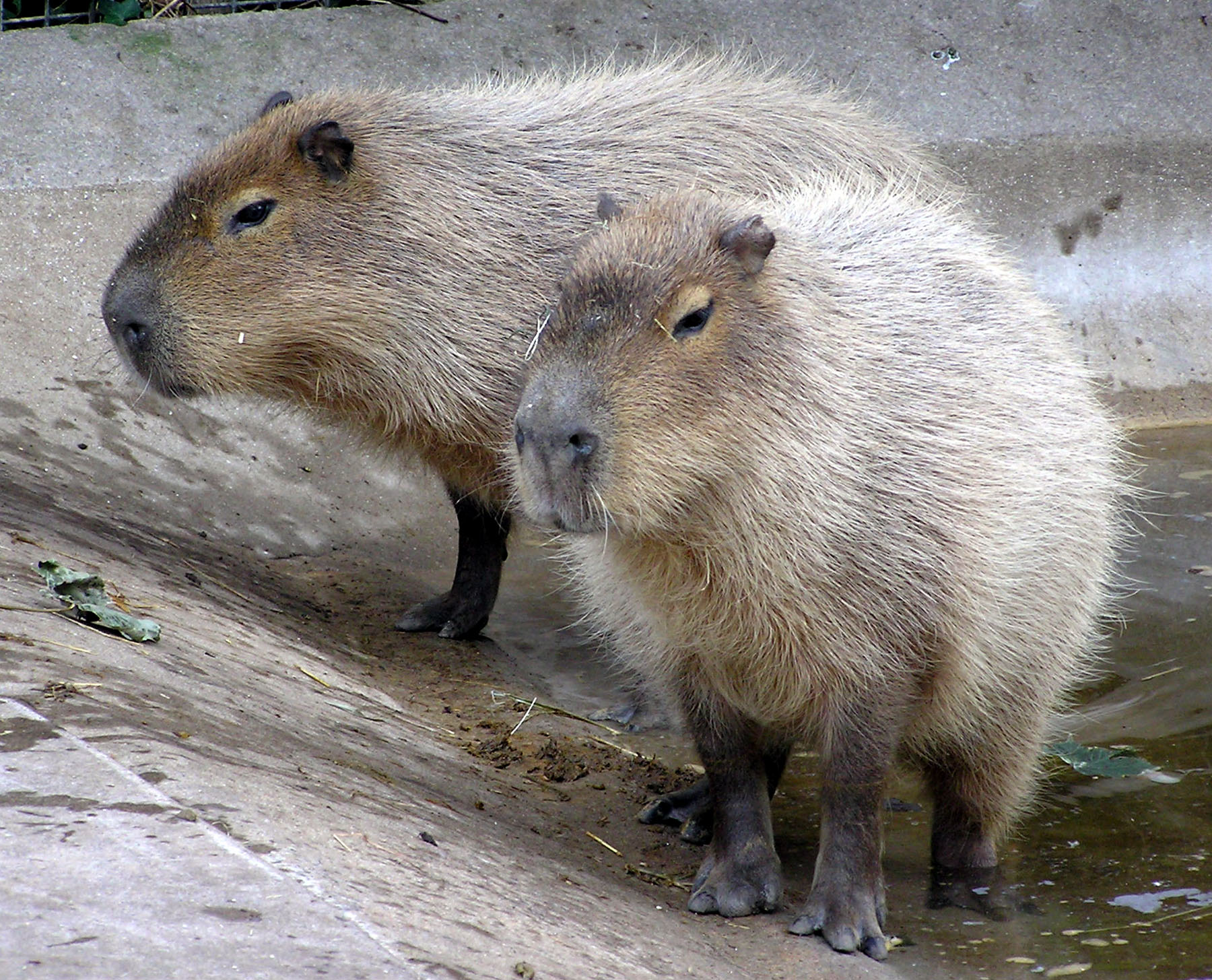
Die Capybaras sind die nächsten Verwandten der Gattung

Die Gattung Kerodon wurde von Frédéric Cuvier 1823 wissenschaftlich erstbeschrieben, wobei das 1820 von Maximilian zu Wied-Neuwied beschriebene Bergmeerschweinchen den nomenklatorischen Typus bildete. Die Beschreibung erschien dabei in dessen Werk Des dents des mammifères considérés comme caractère zoologique, dessen Nagetierband 1823 erschien. Die erste gültige wissenschaftliche Erstbeschreibung des Klettermeerschweinchen innerhalb der Gattung erfolgte erst 1997 durch Moojen, Locks und Langguth, nachdem die Art bereits 1982 erstmals benannt, jedoch nicht wissenschaftlich beschrieben und der wissenschaftliche Name somit als nomen nudum behandelt wurde.
Die Gattung Kerodon wurde ursprünglich in die nahe Verwandtschaft der Eigentlichen Meerschweinchen gestellt, durch genetische Untersuchungen wurde jedoch nachgewiesen, dass das Bergmeerschweinchen enger mit dem Capybara (Hydrochoerus hydrochaeris) verwandt ist, wodurch diese eine monophyletische Gruppe bilden. Jüngere Systematiken wie Wilson & Reeder (2005) fassen Kerodon und die Capybaras entsprechend in die Unterfamilie der Hydrochoerinae innerhalb der Meerschweinchen (Caviidae) ein. Ob die Eigentlichen Meerschweinchen oder die Pampashasen (Dolichotinae) als Schwestergruppe der Hydrochoerinae zu betrachten sind, ist derzeit noch nicht abschließend geklärt und variiert bei den verschiedenen Autoren.
Innerhalb der Nagetiere werden sie zur Überfamilie der Meerschweinchenartigen (Cavioidea) gerechnet, zu welchen noch die Agutis und Acouchis (Dasyproctidae), die Pakas (Cuniculidae) und die Pakarana (Dinomyidae) gehören.

## Fossilgeschichte
Die Gattung ist seit dem Pleistozän fossil nachgewiesen.

## Belege
1. 1 2 3 4 5  James L. Patton: Genus Kerodon F. Cuvier, 1823 In: James L. Patton, Ulyses F.J. Pardinas, Guillermo D’Elía (Hrsg.): Mammals of South America, Volume 2 – Rodents. The University of Chicago Press, Chicago 2015; S. 724–725. ISBN 978-0-226-16957-6.
2. ↑  James L. Patton: Kerodon repustris (Wied-Neuwied, 1820) In: James L. Patton, Ulyses F.J. Pardinas, Guillermo D’Elía (Hrsg.): Mammals of South America, Volume 2 – Rodents. The University of Chicago Press, Chicago 2015; S. 726. ISBN 978-0-226-16957-6.
3. 1 2  James L. Patton: Kerodon acrobata Moojen, Locks, and Langguth, 1992 In: James L. Patton, Ulyses F.J. Pardinas, Guillermo D’Elía (Hrsg.): Mammals of South America, Volume 2 – Rodents. The University of Chicago Press, Chicago 2015; S. 725. ISBN 978-0-226-16957-6.
4. 1 2  Diane L. Rowe, Rodney L. Honeycutt: Phylogenetic Relationships, Ecological Correlates, and Molecular Evolution Within the Cavioidea (Mammalia, Rodentia). Molecular Biology and Evolution 19 (3), 2002; S. 263–277. (Volltext)
5. 1 2 3  Kerodon. In: Don E. Wilson, DeeAnn M. Reeder (Hrsg.): Mammal Species of the World. A taxonomic and geographic Reference. 2 Bände. 3. Auflage. Johns Hopkins University Press, Baltimore MD 2005, ISBN 0-8018-8221-4.
6. ↑  James L. Patton: Subfamily Hydrochoerinae Gray, 1825 In: James L. Patton, Ulyses F.J. Pardinas, Guillermo D’Elía (Hrsg.): Mammals of South America, Volume 2 – Rodents. The University of Chicago Press, Chicago 2015; S. 720. ISBN 978-0-226-16957-6.